# Royal London Group
Royal London Group er en britisk koncern, der består af det gensidige forsikringsselskab Royal Mutual Insurance Society Limited og investeringsvirksomheden Royal London Asset Management. De har aktiver under forvaltning for over 150 mia. £. De har over 9 mio. forsikringspolicer og +4.000 ansatte (2019).